# Talsperre Nam Pung
Die Talsperre Nam Pung ist eine Talsperre mit Wasserkraftwerk im Landkreis Kut Bak, Provinz Sakon Nakhon, Thailand. Sie staut den Phung zu einem Stausee auf.
Die Talsperre dient der Stromerzeugung. Sie ging 1965 in Betrieb. Die Talsperre ist im Besitz der Electricity Generating Authority of Thailand (EGAT) und wird auch von EGAT betrieben.

## Absperrbauwerk
Das Absperrbauwerk ist ein Steinschüttdamm mit Tonkern und einer Höhe von 41 m. Die Länge der Dammkrone beträgt 1720 m, ihre Breite 10 m. Die Dammkrone liegt auf einer Höhe von 286,5 m über dem Meeresspiegel.

## Stausee
Bei Vollstau erstreckt sich der Stausee über eine Fläche von rund 21 km² und fasst 165 Mio. m³ Wasser.

## Kraftwerk
Die installierte Leistung des Kraftwerks beträgt mit zwei Turbinen 6 MW. Die Jahreserzeugung liegt bei 17 Mio. kWh.